# Список памятников Вологды

Список памятников Вологды — перечень памятников (не включая памятники архитектуры и археологии), находящихся в общедоступных местах на территории города Вологды и в непосредственной близости к нему, установленных с целью увековечения памяти людей, исторических событий и проч.

## Памятники выдающимся личностям
| Кому посвящён                                             | Открытие         | Место                                                                | Примечания | Фото |
| --------------------------------------------------------- | ---------------- | -------------------------------------------------------------------- | --- | ---- |
| Ленин Владимир Ильич , малый памятник («Маленький Ленин») | 1925, 7 ноября   | Детский парк 59°13′06″ с. ш. 39°53′42″ в. д.                         | Бронзовый памятник, изображает В. И. Ленина в полный рост. Установлен на месте «временного» бюста. Новый монумент, установленный губернским профсоюзом на народные пожертвования, был открыт 7 ноября 1925 года. В середине 1990-х годов памятник осквернили, облив краской. Скульптуру в декабре 1997 года сняли с постамента и вернули на место в марте 1998 года. Скульптор - Н.А. Самарин, архитектор - В. Козлов. |      |
| Ленин Владимир Ильич, большой памятник («Большой Ленин»)  | 1958, 6 ноября   | Площадь Свободы 59°13′17″ с. ш. 39°53′19″ в. д.                      | Бронзовая скульптура, установлена на гранитном пьедестале. Скульптор — Н. В. Томский, архитектор — Л. Г. Голубовский. |      |
| Ленин Владимир Ильич, скульптура у ректората ВоГУ         |                  | улица Ленина, 15                                                     | Установлена, когда здание ВоГУ принадлежало Вологодскому облисполкому (то есть до 1967 г.) и украшала его парадный сквер. |      |
| Ленин Владимир Ильич, памятник у ВРЗ                      | 1934             | улица Товарная, 8                                                    | Статуя возведена на деньги работников завода. |      |
| Ленин Владимир Ильич, бюст у ВРЗ                          |                  | улица Товарная, 8                                                    | |      |
| Маяковский Владимир Владимирович, памятник                | 1972, 1 мая      | Проспект Победы, 37                                                  | Торжественно открыт 1 мая 1972 года перед новым зданием Педагогического института. Скульптура была подарена в 50-е годы Ленинградом (или Москвой) и первоначально установлена у Картинной галереи (когда улица Сергея Орлова была частью улицы Маяковского). |      |
| Ильюшин Сергей Владимирович, памятник                     | 1977, 14 января  | улица Мира, 34 (сквер)                                               | Бронзовый бюст был изготовлен по проекту скульптора О.М. Манизера на заводе "Монументскульптура". Архитектор - И.Е. Рожин. |      |
| Беляев Павел Иванович, памятник летчику-космонавту СССР   | 1979, 17 августа | улица Мальцева                                                       | Честь снять покрывало с памятника при его открытии была предоставлена вдове космонавта Татьяне Филипповне, его дочерям Ирине и Людмиле. |      |
| Пушкин Александр Сергеевич, памятник                      | 1985, 5 июня     | улица Пушкинская                                                     | |      |
| Бабушкин Иван Васильевич, памятник                        | 1987             | Сквер имени Бабушкина                                                | Скульптор — Ю.Л. Чернов |      |
| Батюшков Константин Николаевич, памятник                  | 1987, 28 мая     | Кремлёвская площадь                                                  | Скульптор — В. М. Клыков |      |
| Рубцов Николай Михайлович, памятник                       | 1998, 26 июня    | Советский проспект, Петровский сквер 59°12′38″ с. ш. 39°54′24″ в. д. | Скульптор — А. М. Шебунин. |      |
| Клубов Александр Фёдорович, бронзовый бюст лётчика        | 2001, 19 августа | Введенское кладбище                                                  | Установлен на могиле лётчика-героя Великой Отечественной войны А.Ф. Клубова на Введенском кладбище г. Вологды, куда его останки 22 июня 2001 г. по просьбе родственников были перенесены с Холма Славы города Львова и в торжественной обстановке перезахоронены. Скульптор памятника – А.М. Шебунин, архитектор – Г.И. Виноградов.                                                                                    |      |
| Конев Иван Степанович, памятник маршалу                   | 2010, 7 мая      | улица Конева                                                         | |      |
| Герасим Вологодский, памятник преподобному                | 2012, 28 июня    | улица Маяковского                                                    | Посвящён Герасиму Вологодскому, с чьим приходом связано первое упоминание о Вологде. Установлен в честь 865-летия Вологды целиком за счёт спонсорских денег. Скульптор — Олег Уваров. |      |
| Конрад Джозеф, памятник                                   | 2013, 28 апреля  | улица Козлёнская, 64                                                 | Скульптор — Вячеслав Бухаев. Открыт по инициативе генерального консульства Польши в Санкт-Петербурге. На церемонии открытия памятника присутствовал польский писатель Януш Вишневский. 15 июня 2016 года демонтирован, якобы при проведении ремонтных работ на трубопроводе, в настоящее время размещён на территории МУП ЖКХ "Вологдагорводоканал".                                                                   |      |
| Кузнецов Николай Герасимович, бюст                        | 2016, 24 июля    | Кировский сквер                                                      | Передан в дар Вологде из учебного центра подводников г. Кропоткина Краснодарского края в ходе автомарша «Эстафета памяти». Вопрос установки памятника уроженцу Вологодской губернии прославленному адмиралу Н.Г. Кузнецову был единогласно поддержан попечительским советом регионального отделения Российского военно-исторического общества, Морским городским собранием и ветеранскими организациями.               |      |
| Лебедев Василий Вячеславович                              | 2018, 29 августа | улица Турундаевская, 7                                               | Установлен к 125-летию выдающегося бальнеолога, заслуженного врача РСФСР В.В. Лебедева. Открытие памятника было приурочено к окончанию реконструкции Вологодской областной бальнеологической лечебницы, осуществлённого за счёт инвестиционного проекта. Сам памятник — подарок инвестора ООО "Бальнеоклиника". |      |

## Воинские памятники
| Название | Открытие         | Место                                    | Примечания | Фото |
| --- | ---------------- | ---------------------------------------- | --- | ---- |
| Обелиск Мемориала боевой славы                                                                                       | 1960-е           | Введенское кладбище                      | Расположен в восточной части Введенского кладбища и посвящён солдатам-защитникам Родины, скончавшимся от ран в госпиталях Вологды в период Великой Отечественной войны 1941-1945 гг. Увенчан красной звездой. Под обелиском заложена капсула с обращением ветеранов войны к вологжанам 2045 года. Надпись на памятнике: «Слава героям, павшим в боях за свободу и независимость нашей Великой Советской Родины. Светлая память о них пусть будет вечно жить в сердцах благодарных потомков». |      |
| Обелиск воинской славы (памятник вологжанам — Героям Советского Союза и полным кавалерам ордена Славы)               | 1968, 27 октября | улица Ленина (Кировский сквер)           | Открытие памятника было приурочено к 50-летию ВЛКСМ. Архитектор — Н. Г. Луценко. До открытия мемориала Вечный огонь был главным памятником воинской славы вологжан. Три вертикальные стелы с именами воинов объединены в единую композицию с барельефами, изображающими солдата, партизана, лётчика и моряка. Между барельефами начертаны памятные даты: 1941—1945. Вверху колонн троекратно повторяются слова: «Слава вологжанам — Героям Советского Союза!». По бетонным плитам вниз начертаны золотыми буквами 173 фамилии. Композицию завершают слова: «Навсегда останутся в памяти героические подвиги земляков». В 2005 году, монумент был дополнен: слева в бронзе высечены фамилии вологжан — полных кавалеров ордена Славы, справа — слова из речи В. И. Молотова, произнесенной 22 июня 1941 года: «Наше дело правое — мы победим». |      |
| Памятник Т-34 в Вологде «В честь боевого и трудового подвига вологжан в Великой Отечественной войне 1941—1945 годов» | 1975, 8 мая      | улица Мира                               | На постамент установлен танк Т-34, принимавший непосредственное участие в боевых сражениях. Памятник посвящён массовому движению тружеников тыла в годы Великой Отечественной войны, собиравших средства на сооружение боевых машин (в частности танковых колонн). |      |
| Мемориал «Вечный огонь»                                                                                              | 1975, 9 мая      | улица Лермонтова (Площадь Революции)     | Установлен к 30-летию Победы над фашистской Германией. В тот же день был зажжён вечный огонь. Работы выполнялись Вологодской реставрационной мастерской и мастерами-камнетесами (В. С. Гусев, Н. А. Воронцов, Ю. В. Мардашев, Н. П. Архипов). Автор проекта — архитектор Н. Г. Луценко. На мемориале высечены слова «Вечная память вологжанам, павших в боях за свободу и независимость нашей Родины в Великой Отечественной войне 1941—1945 годов». В 2005 году памятник был реконструирован: заменено гранитное покрытие постамента, заново выполнена из кирпича и облицована красным гранитом его основная часть, по периметру мемориала установлены светильники. |      |
| Зенитное орудие (памятник бойцам Череповецко-Вологодского дивизионного района ПВО)                                   | 1984, 20 июля    | улица Зосимовская                        | |      |
| Мемориал эвакуированным ленинградцам, умершим в вологодских госпиталях                                               | 1988, 28 августа | Пошехонское шоссе (Пошехонское кладбище) | |      |
| Мемориал воинам-интернационалистам («афганцам»)                                                                      | 1989, 24 июня    | улица Октябрьская (Октябрьский сквер)    | |      |
| Милицейская звонница (памятник сотрудникам органов внутренних дел)                                                   | 1996, 10 ноября  | улица Октябрьская (Театральный сквер)    | Памятник сотрудникам органов внутренних дел, погибшим при исполнении служебных обязанностей в Чеченской кампании. Скульптор — А. М. Шебунин. Представляет собой колокол, находящийся между четырьмя столбами по 6 метров каждый. На памятнике расположены барельефы и надпись: «Вы смертью попирали смерть и, погибая, утверждали жизнь». |      |
| Мемориал вологжанам-железнодорожникам — участникам Великой Отечественной войны                                       | 2010, 7 мая      | улица Сергея Преминина (Парк Победы)     | Изготовлен на заводе ЖБИ и представляет собой железобетонную конструкцию в виде развернутого знамени с прорезанной в нём пятиконечной звездой. Звезду обрамляют рельсы, которые символизируют вклад железнодорожников в дело Победы. |      |
| Памятник «Побег из ада» в Октябрьском сквере                                                                         | 2010, 6 мая      | улица Октябрьская (Октябрьский сквер)    | Скульптор - М. Сердюков. Посвящён 10 военнопленным, которые в годы Великой Отечественной войны угнали немецкий бомбардировщик из концлагеря. Одним из организаторов этого побега был вологжанин — Владимир Соколов. После побега он прошёл почти всю войну и погиб при форсировании реки Одер. |      |
| Памятник труженикам тыла                                                                                             | 2010, 8 мая      | улица Некрасова (Парк Ветеранов)         | |      |
| Памятный знак "Пограничникам всех поколений"                                                                         | 2018, 27 мая     | улица Сергея Преминина (Парк Победы)     | Памятный знак установлен в ознаменование 100-летия образования Пограничных Войск на средства пограничников запаса и в отставке. |      |

## Тематические памятники
| Название                                                                   | Открытие         | Место                                  | Примечания | Фото |
| -------------------------------------------------------------------------- | ---------------- | -------------------------------------- | --- | ---- |
| Памятник 800-летию Вологды                                                 | 1959-1961        | улица Бурмагиных (Ленивая площадка)    | Скульпторы Г.П. и Т.П. Контаревы |      |
| Обелиск участникам Октябрьской революции и Гражданской войны               | 1977, 5-7 ноября | Советский проспект (Площадь Революции) | |      |
| Памятник вологжанам, участвовавших в ликвидации аварии на Чернобыльской АС | 1996             | Советский проспект (Сквер Пионерский)  | |      |
| Поклонный крест                                                            | 1997, 18 октября | Площадь Революции                      | Установлен на месте Спасо-Всеградского собора, здание которого было разрушено в 1972 году. Изготовлен на череповецком комбинате «Северсталь» Скульптор - А.В. Климков. На кресте высечен текст«В лето 1997 от Рождества Христова при святейшем патриархе Московском и всея Руси Алексии Втором и преосвященнейшем Максимилиане, епископе Вологодском и Великоустюжском, трудами боголюбивых вологжан воздвигнут сей крест на месте собора Всемилостивого Спаса, обыденно поставленного в лето 1654 18 октября во избавление от моровой язвы, в память и назидание потомкам». На рельефах Поклонного креста изображены Евфросин Синоезерский, Нил Сорский, Герасим Вологодский, Кирилл Белозерский, Прокопий Устюжский, Филипп Ирапский, Сергий Нуромский, Павел Обнорский, Дмитрий Прилуцкий, Феодосий Тотемский, Ферапонт и Мартиниан Белозерские, Дионисий Глушицкий, Григорий Пельшемский, Корнилий Комельский, Кирилл Новоезерский, Афанасий и Феодосий Череповецкие, Игнатий Брянчанинов и Иоасаф Каменский. |      |
| Памятник 100-летию электрификации Вологды («Писающая собачка»)             | 2004, 20 мая     | Пречистенская набережная               | Автор проекта — Елена Никитина. |      |
| Камень скорби                                                              | 2008, 30 октября | улица Предтеченская                    | Памятник вологжанам — жертвам политических репрессий. Архитектор — Альберт Метский. |      |
| Памятник «Ликвидаторам последствий радиационных аварий»                    | 2011, 30 ноября  | улица Первомайская                     | Посвящён вологжанам, принимавших участие в ликвидации аварии на Чернобыльской АЭС. |      |
| Хачкар (памятник русско-армянской дружбе)                                  | 2012             | улица Предтеченская                    | |      |
| Памятник букве «О»                                                         | 2012, 29 июня    | улица Сергея Орлова (Соборная горка)   | Установлен в честь 865-летия Вологды по инициативе студентов Вологодского института бизнеса. Посвящён вологодскому говору, характерной особенностью которого является полное оканье. |      |

## Памятники транспортным объектам
| Название                                               | Открытие         | Место                          | Примечания | Фото |
| ------------------------------------------------------ | ---------------- | ------------------------------ | --- | ---- |
| Памятник «Ил-28»                                       | 1984             | улица Ильюшина, Окружное шоссе | Посвящён своему создателю – авиаконструктору С.В. Ильюшину. Является учебным самолётом. Долетел самостоятельно до аэродрома Федотово и ночью по шоссе был перевезен в Вологду. |      |
| Памятник «Ил-18»                                       | 1986, 1 сентября | Аэропорт                       | Посвящен пассажирскому самолёту «Ил-18» – первому дальномагистральному лайнеру СССР, сконструированным уроженцем Вологодского района С.В. Ильюшиным. Расположен у входа в городской аэровокзал. |      |
| Памятник ассенизационному возку                        | 2006, май        | ул. Мудрова                    | Деревянная бочка с крышкой, стянутая железными обручами, и обычная телега с деревянными колесами изготовлена сотрудниками МУП "Спецавтохозяйство" по сохранившимся оригинальным чертежам, установлен на пьедестале почета у самой проходной городской свалки в мае 2006 года - в канун празднования 120-летия основания ассенизационной службы города и 50-летия Спецавтохозяйства.               |      |
| Паровоз Эм 725-40                                      | 1981             | улица Товарная, 8              | Установлен в ознаменование 75-летия Вологодского вагоноремонтного завода |      |
| Паровоз СО18-3100                                      | 1995             | улица Можайского, 15           | Установлен к 50-летию Победы в Великой Отечественной войне: «В честь трудовых подвигов вологодских железнодорожников в 1941 — 1945 годах». Паровоз передан Харьковским заводом бригаде старшего машиниста В.И. Болонина |      |
| Паровоз Л-4718                                         | 2007             | Московское шоссе, 30           | Установлен в честь 170-летия железных дорог России, как дань уважения к заслугам тружеников-паровозов, способствовавших экономическому прогрессу страны, а также к заслугам всех работников-ветеранов Северной железной дороги |      |
| Паровоз ЛВ-0197 Тепловоз 2ТЭ10В-3491 Тепловоз ЧМЭ3-713 | 2008 2009 2009   | улица Можайского, 10           | Локомотивы установлены на открытой площадке, как часть экспозиции музея Локомотивного депо Вологда |      |
| Памятник военно-санитарному поезду №312                | 2017, 12 мая     | улица Герцена, 60              | Посвящён подвигу медицинских работников, которые в годы Великой Отечественной войны оказывали помощь в военно-санитарном поезде №312 и более 300 тысяч бойцов. На постаменте из темного гранита размещён барельеф с изображением санитарного вагона, на фоне которого фигуры санинструктора и двух медсестер, переносящих носилки. Автор стелы -– Вячеслав Каменков, изготовитель – Роман Рубцов. |      |

## Мемориальные доски
Раздел не затрагивает мемориальные таблички памятников архитектуры. Список этих памятников: Список деревянных памятников архитектуры Вологды и Список достопримечательностей Вологды
| Посвящение | Открытие          | Место                                                                     | Информация | Фото |
| --- | ----------------- | ------------------------------------------------------------------------- | --- | ---- |
| Кедров, Михаил Сергеевич | 1959              | Пречистенская набережная, 10                                              | Надпись на доске: «Кедров Михаил Сергеевич, 1878—1941. Член Коммунистической партии с 1901 года. В 1917 году член военной организации ЦК большевиков в Петрограде. Член коллегии ВЧК. Председатель Чрезвычайной комиссии по укреплению обороны Севера». Мемориальная доска не сохранилась до наших дней. |      |
| Ветошкин, Михаил Кузьмич | 1963              | Ветошкина, 1                                                              | Надпись на доске: «Ветошкин Михаил Кузьмич, 1884—1958, член Коммунистической партии с 1904 года. Участник трех революций. Председатель Вологодского губкома партии и губисполкома. Делегат VII и VIII съездов РКП(б). Член Реввоенсовета VI Армии Северного фронта». |      |
| Левичев, Василий Николаевич | 1963              | Левичева, 1                                                               | Надпись на доске: «Левичев Василий Николаевич, 1880—1937 г., член Коммунистической партии с 1917 года, военный комиссар Вологодской губернии, впоследствии зам. начальника Генерального штаба раб. Крестьянской Красной Армии». На сегодняшний день доска утрачена. Выглядела так |      |
| Васильев, Георгий Николаевич | 1964, 31 октября  | Ленина, 2                                                                 | Установлена на доме, где до 12 лет (1899-1912) жил будущий режиссёр фильма «Чапаев» Г.Н. Васильев. На открытие приехали исполнитель роли Петьки Л.А.Кмит, режиссёр-постановщик Д.В.Шпиркан, звукооператор А.М.Беккер и другие. |      |
| Батюшков, Константин Николаевич                                                                                                 | 1987              | Батюшкова, 2                                                              | Установлена между первым и вторым этажами дома, где провёл последние годы жизни (1844-1855) поэт К.Н. Батюшков. |      |
| Батюшков, Константин Николаевич                                                                                                 | 2005, 19 июля     | Советский проспект, 20                                                    | Установлена на доме, где в 1833-1844 годах проживал поэт К.Н. Батюшков. На открытии памятной доски присутствовала приехавшая из Львова Вера Борисовна Ильинская — прапрапраправнучка племянника поэта Г.А. Гревенса, который в конце жизни ухаживал за К.Н. Батюшковым. |      |
| Щуко, Марина Владимировна Шубин, Александр Васильевич                                                                           | 1988, 27 марта    | Советский проспект, 24                                                    | |      |
| Шаламов, Варлам Тихонович | 1990              | Сергея Орлова, 15                                                         | Текст доски: «В этом доме 18 июня 1907 года родился и жил до 1924 года великий русский писатель Варлам Тихонович Шаламов». Автор — Федот Сучков, московский скульптор, друг Варлама Шаламова. |      |
| Рубцов, Николай Михайлович | 1996              | Яшина, 3                                                                  | Установлена на доме, где в 1969-1971 годах в однокомнатной квартире № 66 (пятый этаж) жил и погиб поэт Н.М. Рубцов. |      |
| Дрыгин, Анатолий Семёнович | 1996              | Октябрьская, 10                                                           | Установлена на доме, где проживал первый секретарь Вологодского обкома КПСС 1961-1985 годах А.С. Дрыгин. |      |
| Ашлапов, Сергей Степанович | 1997, февраль     | Набережная VI Армии, 111                                                  | Надпись на доске: "Здесь служил военным комендантом гарнизона г.Вологды подполковник Ашлапов Сергей Степанович. Погиб при выполнении воинского долга 6 августа 1996 года". |      |
| Узкий, Николай Клавдиевич | 1997, февраль     | Чернышевского, 43                                                         | Установлена на здании школы №11 г. Вологды, где в 1960-1970 годах учился Н.К. Узкий. Надпись на доске: "В этой школе учился кавалер Ордена Мужества подполковник Узкий Николай Клавдиевич, погибший при выполнении служебных обязанностей в августе 1996 года". |      |
| Узкий, Николай Клавдиевич | 2006, 13 декабря  | Шмидта, 2 (с. Молочное)                                                   | Установлена по инициативе Управления ФСБ по Вологодской области и ученого совета Вологодской государственной молочнохозяйственной академии им. Н.В. Верещагина, где в начале 70-х годов учился подполковник УФСБ Н.К. Узкий, погибший в августе 1996 года в Чечне. |      |
| Лобытов, Михаил Григорьевич | 1999              | Октябрьская, 6                                                            | Установлена на доме, где жил советский партийный деятель и передовик колхозного строительства М.Г. Лобытов. Надпись на доске: "В этом доме жил Михаил Григорьевич Лобытов Дважды Герой Социалистического Труда". |      |
| Гоглев, Семён Иванович | 2002, 25 июня     | Советский проспект, 24                                                    | Установлена на доме, где жил председатель исполкома Вологодского городского Совета депутатов в 1940-х – 60-х годах С.И. Гоглев. |      |
| Федышин, Иван Васильевич Федышина, Екатерина Николаевна                                                                         | 2003, 16 мая      | Сергея Орлова, 15 (Гаврииловский корпус Вологодского архиерейского двора) | Посвящена сотрудникам Вологодского государственного музея И.В. и Е.Н. Федышиным, внесшим ключевой вклад в организацию и составление коллекции музея. |      |
| Преснухин, Алексей Николаевич                                                                                                   | 2003, 22 июня     | Октябрьская, 8                                                            | Установлена на доме, где проживал военный комиссар Вологодской области генерал-майор А.Н. Преснухин. Открытие доски прошло по инициативе властей г. Вологда и областного военкомата. |      |
| Сталин, Иосиф Виссарионович | 2005              | Марии Ульяновой, 33                                                       | Доска вывешена на здании музея «Вологодская ссылка» с декабря 1911 года по февраль 1912 года в нём проживал И. В. Сталин, будучи сосланным в Вологду. |      |
| Преминин, Сергей Анатольевич | 2007, 18 октября  | Сергея Преминина, 1                                                       | Установлена на доме №1 улицы, носящей имя героя России С.А. Преминина. На церемонии открытия присутствовало более полусотни человек, в том числе и родители С.А. Преминина. Надпись на доске: «Улица названа в честь Героя России матроса-подводника вологжанина Сергея Преминина, заглушившего реактор подводной лодки К-219 в Саргассовом море, спасшего мир от ядерной катастрофы 03.10.1986 г.» |      |
| Завитухин, Андрей Анатольевич                                                                                                   | 2008, 31 января   | Горького, 57                                                              | Вывешена на фасаде здания школы №13, где в 1974-1978 годы учился Герой Российской Федерации, военный пилот А.А. Завитухин. Спустя 3 года (31 января 2011 года), в школе открылся музей, посвящённый герою, а спустя ещё год (31 января 2012) именем А.А. Завитухина названа и сама школа №13. |      |
| Завитухин, Андрей Анатольевич                                                                                                   |                   | Техникумовский переулок, д. 4                                             | Установлена в актовом зале Вологодского техникума железнодорожного транспорта, где в 1978-1981 годах учился А.А. Завитухин |      |
| Глубоковский, Николай Никанорович                                                                                               | 2007, 7 мая       | Ленина, 15                                                                | Изготовлена по инициативе директора Синодальной библиотеки протоиерея Бориса (Даниленко), который занимался изучением и изданием трудов Н.Н. Глубоковского. Скульптор — Сергей Антонов. Установлена на бывшем здании Вологодской духовной семинарии (ныне здание ВоГУ), которую в 1894 году окончил Н.Н. Глубоковский. В церемонии открытия участвовали сам протоиерей Борис, архиепископ Вологодский и Великоустюжский Максимилиан, ректор ВоГТУ Р. Дерягин, историк А. Камкин. Надпись на доске: "Здесь в здании Вологодской духовной семинарии с 1878 по 1894 год обучался богослов и церковный историк Николай Никанорович Глубоковский. 1863 Кичменгский городок — София 1937". |      |
| Глубоковский, Николай Никанорович                                                                                               | 2019, 5 октября   | Ленина, 15                                                                | Установлена рядом с предыдущей табличкой на том же здании |      |
| Попов, Алексей Алексеевич | 2009, 14 февраля  | Болонина, 25                                                              | Установлена в честь военного руководителя школы №29 А.А. Попова – отца адмирала Вячеслава Попова. А.А. Попов внёс большой вклад в развитие юноармейского движения в Вологодской области, участвовал в разработке новых этапов игр «Зарница» и «Орленок». |      |
| Виноградов, Анатолий Александрович                                                                                              | 2009, 22 июня     | Пролетарская, 28                                                          | Установлена на доме, где с 1963 по 1975 год жил один из руководителей героической обороны Брестской крепости в годы Великой Отечественной войны А.А. Виноградов. |      |
| Гаврилин, Валерий Александрович                                                                                                 | 2010, 15 апреля   | Гагарина, 46                                                              | Установлена на здании бывшего детского дома, в котором в детстве некоторое время жил В.А. Гаврилин. Ныне в здании расположен детско-юношеский центр «Единство». |      |
| Гаврилин, Валерий Александрович                                                                                                 | 2010, 14 апреля   | Советский проспект, 2                                                     | Установлена на здании Детской музыкальной школы №1, где учился В.А. Гаврилин. Здесь же он добился первых профессиональных успехов. |      |
| Астафьев, Виктор Петрович | 2010, 24 сентября | Ленинградская, 26                                                         | Установлена на доме, где, начиная с 1969 года, в течение 11 лет проживал писатель В.П. Астафьев. |      |
| Рогалевич, Эдуард Михайлович | 2012, 6 сентября  | Октябрьская, 8                                                            | Посвящена советскому экономисту, начальник финансового управления Вологодской области в 1965-1986 годах Э.М. Рогалевичу. Открытие приурочено к его 95-летию и празднованию Дня финансиста. Надпись на доске: "В этом доме 1971 по 2000 год жил заслуженный экономист РСФСР, участник Великой Отечественной войны, кавалер орденов Красной Звезды и Знака Почёта, начальник финансового управления Вологодской области Эдуард Михайлович Рогалевич". |      |
| Колесников, Пётр Андреевич | 2012, 3 октября   | Проспект Победы, 37                                                       | |      |
| Корнилов, Александр Григорьевич                                                                                                 | 2013, 20 ноября   | Октябрьская, 10                                                           | Установлена на фасаде дома, где проживал советский государственный деятель, председатель Вологодского областного Совета народных депутатов А.Г. Корнилов. На церемонии открытия присутствовали невестка А.Г. Корнилова Татьяна и его правнук Никита, специально приехавшие на церемонию открытия мемориальной таблички в Вологду из Москвы. |      |
| Шайтанов, Олег Владимирович | 2014, 28 августа  | Зосимовская, 36                                                           | Установлена на доме, в котором жил филолог и педагог О.В. Шайтанов, один из создателей писательской организации Вологды. |      |
| Кукушкин, Виктор Николаевич | 2014, 1 сентября  | Козлёнская, 99                                                            | Установлена на здании школы №23, которую окончил герой Великой Отечественной войны В.Н. Кукушкин. |      |
| Тутунджан, Джанна Таджатовна | 2014, 22 сентября | Воровского, 37                                                            | Установлена на доме, в котором жила художница Дж.Т. Тутунджан. Инициаторы открытия – Союз армян Вологодчины. |      |
| Эльперин Исаак Львович Эльперина Нина Анисимовна                                                                                | 2014, 19 декабря  | Площадь Бабушкина, 6                                                      | Установлена на доме, в котором проживали супруги Исаак Львович (заслуженный деятель искусств РСФСР) и Нина Анисимовна (заслуженный врач РСФСР) Эльперины. |      |
| Клубов, Александр Фёдорович | 2015, 27 февраля  | Горького, 107                                                             | Вывешена на фасаде здания школы №15 с углублённым изучением военной подготовки и носящей имя Клубова В школе также функционирует музей им. А. Клубова. |      |
| Клубов, Александр Фёдорович | 2008, 18 января   | Клубова, 1                                                                | |      |
| Гура, Виктор Васильевич | 2015, 20 марта    | Проспект Победы, 37                                                       | |      |
| Ловенецкий, Степан Александрович                                                                                                |                   | Ловенецкого, 1                                                            | |      |
| Ловенецкий, Степан Александрович                                                                                                | 2015, 21 апреля   | Ловенецкого, 20                                                           | |      |
| Южаков, Василий Михайлович | 2015, 21 апреля   | Южакова, 13                                                               | |      |
| Прокатов, Василий Николаевич |                   | Прокатова, 4                                                              | |      |
| Прокатов, Василий Николаевич | 2015, 21 апреля   | Прокатова, 10                                                             | |      |
| Казаков, Михаил Ильич | 2015, 21 апреля   | Казакова, 2                                                               | |      |
| Преображенский, Евгений Николаевич                                                                                              | 2015, 22 апреля   | Преображенского, 49                                                       | |      |
| Панкратов, Александр Константинович                                                                                             | 2015, 22 апреля   | Панкратова, 40                                                            | |      |
| Панкратов, Александр Константинович                                                                                             | 1966, 9 мая       | Панкратова, 80                                                            | Надпись на доске: «Панкратов Александр Константинович (1917-1942 гг.). Уроженец Вологодской области. Участник Великой Отечественной войны. Герой Советского Союза». |      |
| Конев, Иван Степанович | 1985              | Маршала Конева, 1                                                         | |      |
| Конев, Иван Степанович | 2015, 22 апреля   | Маршала Конева, 20                                                        | |      |
| Ильюшин, Сергей Владимирович | 2015, 22 апреля   | Ильюшина, 12                                                              | |      |
| Щетинин, Николай Иванович | 2015, 23 апреля   | Гагарина, 63                                                              | |      |
| Солодунов, Александр Викторович                                                                                                 | 2015, 23 апреля   | Солодунова, 58                                                            | |      |
| Образцов, Борис Александрович                                                                                                   | 2015, 23 апреля   | Добролюбова, 52                                                           | |      |
| Бам, Абрам Наумович | 2015, 7 мая       | Мира, 5                                                                   | Вывешена на месте бывшего фотоателье, где в своё время работал А.Н. Бам. |      |
| Олялин, Николай Владимирович | 2015, 20 мая      | Чернышевского, 41                                                         | Доска вывешена на здании школы №11, где в 1954-1958 учился Николай Олялин. Предположительно в этих стенах он и решил связать свою жизнь с актёрской профессией. |      |
| Награждение Вологодской области Орденом Ленина                                                                                  | 2015, 12 июня     | Герцена, 2                                                                | Установлен на здании правительства Вологодской области в честь награждения региона Орденом Ленина 21 июля 1967 года Указом Президиума Верховного Совета СССР за достигнутые успехи в развитии промышленности, сельского хозяйства и культурном строительстве. |      |
| Награждение города Вологды Орденом Октябрьской Революции                                                                        | 2015, 5 ноября    | Каменный мост, 4                                                          | Установлен на здании Администрации города Вологды в честь награждения города Вологды Орденом Октябрьской Революции 22 июля 1982 года. Награду городу в 1983 году привез первый заместитель Совета министров СССР Гейдар Алиев, который и прикрепил орден на Знамя города и посадил дерево в Октябрьском сквере. На церемонии открытия мемориальной доски присутствовал посол Азербайджана в РФ Полад Бюльбюль-оглы. |      |
| Грибанов, Виктор Алексеевич | 2016, 31 мая      | Октябрьская, 6                                                            | Открыта правнуком В.А. Грибанова Ильёй, а также главами Вологодского и Бабаевского районов. Надпись на доске: "В этом доме жил Виктор Алексеевич Грибанов участник Великой Отечественной войны, Герой Социалистического Труда, Почётный гражданин Вологодского района". |      |
| Духовный Самуил Абрамович | 2016, 23 июня     | Пушкинская, 16                                                            | Открыта в память заслуженного связиста РСФСР, руководителя Вологодской междугородной телефонной станции (1951-1955) и Вологодской объединённой городской и междугородной телефонной станции (1955-1983), ветерана Великой Отечественной войны, кавалера орденов Трудового Красного знамени, Ордена «Знак почета» Самуила Абрамовича Духовного. При его непосредственном участии были построены, оборудованы и введены в строй мощности автоматических телефонных станций в зданиях Дома связи (ул. Пушкинская, д.16), междугородней связи (ул. Герцена, д.41). |      |
| Тюлькова, Светлана Алексеевна                                                                                                   | 2017, 14 июня     | Пошехонское шоссе, 31                                                     | Установлена на здании Вологодской областной детской клинической больницы, которой 30 лет (1981-2010) руководила заслуженный врач РФ С.А. Тюлькова. |      |
| Морщинин Александр Александрович                                                                                                | 2017, 22 июня     | Южакова, 78                                                               | Установлена на доме, в котором последние годы жизни провёл ветеран Великой Отечественной войны, один из руководителей партизанского движения в Белоруссии, почётный гражданин города Вологды, краевед А.А. Морщинин. |      |
| Сортировочный эвакогоспиталь №1165 (VI отделение)                                                                               | 2018, 11 мая      | Мира, 94                                                                  | Установлена на здании школы №39 г. Вологды, где с 14 августа 1941 года размещалось VI отделение Сортировочного эвакогоспиталя №1165. Главное его назначение было предупреждение вспышки инфекционных заболеваний среди прибывших солдат из Ленинградского, Волховского и Карельского фронтов и жителей блокадного Ленинграда. |      |
| Сотрудники областного архива и архивного отдела, защищавшие свободу и независимость страны в годы Великой Отечественной войны   | 2018, 22 июня     | Мальцева, 17                                                              | Установлена в здании Государственного архива Вологодской области. На доске представлены имена 18 работников Вологодского областного архива и архивного отдела УВД области, ушедших на фронт в годы Великой Отечественной войны. |      |
| Яблоков, Иван Борисович | 2019, 5 сентября  | Гагарина, 40                                                              | Посвящена лейтенанту И.Б. Яблокову, который во время Афганской войны 23 сентября 1983 года ценой жизни смог обеспечить проход советской автомобильной колонны (за этот подвиг посмертно награждён Орденом Красного знамени). Мемориальная доска установлена на здании школы №24, где в своё время учился И.Б. Яблоков. До этого на здании также была установена мемориальная доска, посвящённая И.Б. Яблокову . |      |
| Ершов, Адинамин Сергеевич | 2019, 24 октября  | Чернышевского улица, 114                                                  | Посвящена А.С. Ершову, посмертно награждённого Орденом Красного знамени за подвиги во время Афганской войны. 28 апреля 1985 года во время обстрела противником жилого района военных советников, будучи раненым сумел организовать систему огня артиллерии и уничтожить реактивные установки противника. Погиб 24 июля 1986 года в ходе боевых действий в «зеленой зоне» у города Кандагар: бронетранспортер в котором он ехал, подорвался на мине и от полученных ранений А.С. Ершов скончался. Похоронен на Пошехонском кладбище в Вологде. Мемориальная доска установлена на здании школы №9, выпускником которой был А.С. Ершов.                                                 |      |
| Нусс, Яков Фёдорович |                   | Козлёнская, 76а                                                           | |      |
| Парменов, Владимир Дмитриевич                                                                                                   |                   | Октябрьская, 8                                                            | Установлена на доме, где жил председатель исполнительного комитета Вологодского городского совета депутатов трудящихся в 1967-1984 годах, Почётный гражданин города Вологды В.Д. Парменов |      |
| Романов, Александр Александрович                                                                                                |                   | Октябрьская, 8                                                            | Установлена на доме, где в 1988-1989 годах жил поэт А.А. Романов |      |
| 69-я стрелковая дивизия |                   | Чернышевского, 106                                                        | Установлена на бывшем казарменном корпусе, где в 1946-1993 годах располагалась 69-я стрелковая Севская дважды Краснознамённая орденов Суворова и Кутузова дивизия. |      |
| Вологодский губернский комитет РСДРП(б) и губернский исполнительный комитет Совета рабочих, крестьянских и солдатских депутатов |                   | Ленина, 19                                                                | Надпись на доске: «В 1917-1918 гг. здесь помещались губернский комитет РСДРП(б) и губернский исполнительный комитет Совета рабочих, крестьянских и солдатских депутатов». |      |
| Фурсов Даниил Андреевич | 2024, 25 февраля  | Пролетарская, 18                                                          | |      |

## Арт-объекты
| Объект                                | Открытие         | Место                                                    | Примечания | Фото |
| ------------------------------------- | ---------------- | -------------------------------------------------------- | --- | ---- |
| Мельница счастья                      | 2013, июнь       | Парк ВРЗ                                                 | Установлена к Дню города архитектором Василием Корбаковым в Парке ВРЗ. Крылья мельницы украшают надписи — любовь, дружба, мечта и счастье. Если покрутить её лопасти, то можно узнать, что из вышеперечисленного можно ожидать в своей жизни в ближайшее время. В июле 2017 года над объектом поглумились неизвестные, прикрепив к нему большой макет жёлтого спиннера. |      |
| Птица-говорун                         | 2014, 27 июня    | Сергея Орлова, 4а                                        | Посвящён Говоруну — персонажу произведений Кира Булычёва. Создатель — вологодский кузнец Артём Маршак. На памятнике запечатлен Говорун таким, каким его представил Роман Качанов в мультфильме «Тайна третьей планеты» — он несколько отличается от своего литературного первоисточника. |      |
| Дверь в...                            | 2014, 6 сентября | Перекрёсток улиц Ленинградская, Маяковского и Бурмагиных | Открыт в рамках I Международного фестиваля народных промыслов «Голос ремесел». Автор проекта — вологодский кузнец Михаил Шубин. Установлен на небольшом помосте, изображающем карту Вологды и представляет открытую дверь, украшенную рельефами Софийского собора, Колокольни, памятников деревянного зодчества и элементами их резьбы. С внутренней стороны — символы ремесел и промыслов Русского Севера. В верхней части двери выковано солнце, окруженное рыбами. Открытая дверь символизирует открытость Вологды и её жителей, верность традициям предков. |      |
| Собака, греющаяся на люке теплотрассы | 2015, 18 мая     | Торговая площадь                                         | Фигура беспородной собаки, лежащая на настоящем люке теплотрассы с размещённой неподалеку (на втором колодце) стилизованной собачьей будкой. Установлена рядом с храмом Покрова Пресвятой Богородицы на Торгу. Идея установки принадлежала предприятию «Вологдагортеплосеть», которая решила таким необычным способом оформить в историческом центре города старый тепловой узел.Автор композиции архитектор — Александр Борисовский. |      |
| Посидим-поокаем (скамейка)            | 2015, 27 июня    | Соборная горка                                           | Установлена как подарок городу в день его 868-летия от артели кузнецов-участников II-го международного фестиваля народных промыслов «Голос ремесел» под руководством Михаила Шубина. Олицетворяет гостеприимство вологжан. Спустя год, 25 июня 2016 г. скамейку украсили кованой гармонью и книгой, посвящённых поэту Н.М. Рубцову. Гармонь была любимым музыкальным инструментом писателя, а книга символизирует его творчество. |      |
| Зонт желаний                          | 2017, 14 января  | Герцена, 2а                                              | Установлен у здания областного правительства одной из коммерческих компаний Вологды. Представляет большой кованый кружевной зонт, под которым установлена скамеечка. По задумке создателей, в дождь и снег под зонтом можно загадывать желания, которые непременно сбудутся. Желающие могут также привязать зонту записку с желанием. |      |